# Trastorno perceptivo persistente por alucinógenos
Trastorno perceptivo persistente por alucinógenos, o en inglés Hallucinogen persisting perception disorder (HPPD), es un desorden caracterizado por una presencia continua de perturbaciones visuales que recuerdan aquellas generados por la ingestión de sustancias alucinógenas. El uso anterior de alucinógenos por la persona es necesario, aunque no suficiente, para diagnosticar a alguien con el desorden. Para un individuo diagnosticado con HPPD, los síntomas no pueden ser debido a otra condición médica, de hecho el HPPD es distinto de retrocesos psicológicos por razones de su permanencia relativa; mientras los retrocesos son pasajeros, el HPPD es persistente. HPPD es un diagnóstico DSM-IV de código 292.89.

## Síntomas
Hay varios cambios perceptuales que pueden acompañar al HPPD. Los síntomas típicos del desorden incluyen: halos o auras que rodean objetos, rastros después de un movimiento, dificultad para distinguir entre colores, cambios aparentes en el matiz de un artículo dado, la ilusión de movimiento en un conjunto estático, el aire que asume una forma granulada (nieve visual) o estática, como se le describe popularmente, y que no debe confundirse con el fenómeno entóptico de campo azul, distorsiones en las dimensiones de los objetos y una mayor conciencia de los flotantes. Las modificaciones visuales experimentadas por aquellos con HPPD no son homogéneas y allí parecen haber diferencias individuales tanto en el número como en la intensidad de los síntomas.[cita requerida]
También hay que notar que las perturbaciones no constituyen verdaderas alucinaciones en el sentido clínico de la palabra; la gente con HPPD reconoce que las perturbaciones son ilusorias, o pseudoalucinación, y así no demuestran ninguna inhabilidad para determinar lo que es real (en contraste con, por ejemplo, la esquizofrenia). [cita requerida]

## Predominio de HPPD
La probabilidad de desarrollar HPPD después de consumir un alucinógeno es desconocida. En su artículo de revisión, John Halpern escriben que "los datos no nos permiten estimar, empíricamente, el predominio de HPPD 'estricto'." Estos autores notaron que ellos no lo habían encontrado en su evaluación de 500 personas que habían tomado el cactus alucinógeno peyote en al menos 100 ocasiones. En una presentación de resultados preliminares de investigación en curso, Matthew Baggott y colaboradores de la universidad de California Berkeley encontró que síntomas relacionados con HPPD, ocurrió en el 4.1 % de participantes (107 de 2679) en una revisión basada en la web de usuarios de alucinógeno. Esta gente relató problemas visuales después del uso de la droga que eran bastante serios, que ellos consideraron la búsqueda de ayuda profesional. Este número puede sobrestimar el predominio de HPPD, ya que la gente con problemas visuales puede haber estado más interesada en completar el cuestionario de los investigadores. Los autores relataron que 16 192 personas vieron la información de estudio, pero no completaron el cuestionario. Si toda esta gente hubiera usado alucinógenos sin desarrollar problemas visuales, entonces el predominio de problemas visuales serios en este grupo más grande sería el 0.66 %. Ya que esta gente no fue formalmente diagnosticada en la persona (y puede haber hecho causar problemas visuales por otros desórdenes), este número puede proporcionar un límite superior razonable en el predominio de HPPD.
[cita requerida]
Es posible que el predominio de HPPD haya sido subestimado por autoridades porque muchas personas con problemas visuales que se relacionan con la medicina no buscan el tratamiento o, cuando ellos buscan el tratamiento, no confiesa haber usado medicinas ilícitas. En la muestra de Baggott, solo 16 de las 107 personas con HPPD posible, habían buscado la ayuda y dos de estas personas habían sido diagnosticadas con HPPD. Así, puede ser que HPPD ocurre más a menudo que lo que es descubierto por el sistema de asistencia médica.[cita requerida]

## Causas
La(s) causa(s) de este trastorno todavía no son conocidas. La investigación neurológica más común indica que los síntomas pueden manifestarse de anormalidades en las funciones del Sistema Nervioso Central, después del uso de algunos alucinógenos. Una teoría que deriva de esta investigación es que los mecanismos inhibitorios relacionados con la entrada sensorial se interrumpen creando una reacción en cadena con el sistema inmune del cuerpo.
En algunos casos parece tener un inicio repentino después de una sola experiencia, sugiriendo fuertemente que el compuesto alucinógeno desempeña un papel directo en la provocación de síntomas. Pero en otros casos, la gente relata el empeoramiento gradual con el uso recurrente de una droga.[cita requerida] Algunos fármacos o drogas que se han asociado con el HPPD incluyen el LSD, 2C-E, 2C-I, 5-MeO-DIPT, MDMA, psilocibina, mescalina, difenhidramina, PCP y dosis altas de dextrometorfano.

## Problemas coexistentes
Las alteraciones visuales de HPPD pueden ocurrir junto con otras enfermedades mentales. De estos, las más comunes son ansiedad, ataques de pánico, trastornos de despersonalización, y depresión. En la investigación de Baggott y colaboradores, usuarios de alucinógenos con persistencia y problemas visuales severos con considerable mayor probabilidad relataban ansiedad y diagnósticos de depresión que usuarios de alucinógeno sin problemas visuales. Por ejemplo, el 25.9 % de los usuarios de alucinógeno con problemas visuales relató un diagnóstico correspondiente a depresión. Mientras es difícil, si no imposible, establecer una relación clara entre los síntomas visuales y mentales, los que tienen HPPD a menudo testifican que existe una relación entre alucinógenos y los síntomas. También, la ansiedad puede hacer que las distorsiones visuales se hagan más prominentes y viceversa. Sin embargo, parece haber gente con casos 'puros' de HPPD en el cual ningunos otros desórdenes coexisten.[cita requerida]

## Tratamiento
Al día de hoy, aún no hay ninguna cura disponible para HPPD. Los tratamientos principales procuran reducir síntomas y la angustia sin tratar causas subyacentes. Benzodiazepinas incluso clonazepam (Klonopin), 
diazepam (Valium) y alprazolam (Xanax) son prescritos con bastante éxito. Algunas medicaciones han sido contraindicadas sobre la base de sus efectos en HPPD o las cuestiones mentales concurrentes. Se relata que el atípico antipsicótico risperidona empeora síntomas de HPPD durante la administración de la medicina en algunas personas.
A aquellos que padecen HPPD a menudo se les aconseja descontinuar todos los usos de drogas recreativas, pues se piensa que muchos de ellos pueden aumentar los síntomas en el corto plazo. También hay otros factores menos concretos que pueden ser generalmente perjudiciales para aquellos con HPPD. Por ejemplo, privación de sueño y estrés pueden aumentar síntomas. Sin embargo, ninguno de los estudios publicados ha investigado si alguna de estas recomendaciones es provechosa.
No hay ningún lapso de tiempo universal para la recuperación de HPPD. Los efectos psicológicos adversos de HPPD (asumiendo que estos efectos apareciesen) parecen disminuir más rápidamente que el visual; la calidad de vida a menudo vuelve a la normalidad cuando una persona se adapta. La recuperación puede ser facilitada por una adaptación psicológica al defecto visual, que, en efecto, reduce la inclinación de la víctima de ocuparse y reaccionar negativamente a ellos. Las consecuencias deletéreas del visual pueden ser, por lo tanto, reducidas aún si el HPPD no desaparece.[cita requerida]
Hay actualmente poca información confiable sobre con que frecuencia la gente se repone completamente de HPPD. Ha habido informes de pacientes con HPPD que vuelven a tener la percepción totalmente normal. El pequeño número de casos de HPPD que han sido estudiados en profundidad hace difícil determinar con que frecuencia y bajo que condiciones los síntomas visuales de HPPD se resuelven. [cita requerida]

## Investigación actual
Un programa de investigación de HPPD está bajo el desarrollo de David Kozin, un afiliado docente de la Escuela Médica de Harvard que junto a múltiples investigadores, está implicado en la investigación de este trastorno.[cita requerida]

## Otros desórdenes con síntomas similares
Hay que subrayar que los individuos sin HPPD notarán a veces anormalidades visuales. Estos incluyen floatere (flotación material en el fluido de ojo que aparece como objetos negros/oscuros que flotan delante de los ojos y es en particular visible mirando el cielo brillante o en una pared blanca) y los leucocitos de los vasos sanguíneos retinales (visto como diminutas motas blancas, rápidas y que desaparecen rápidamente). Igualmente, las luces altas en un ambiente por otra parte oscuro pueden generar rastros y halos. La mayor parte de personas no notan estos efectos, porque ellos están acostumbrados tanto a ellos. Una persona temerosa de haber adquirido HPPD puede estar mucho más consciente sobre cualquier perturbación visual, incluso que aquellos que son normales. Además, los problemas visuales pueden ser causados por infecciones cerebrales o lesiones, epilepsia, y varios trastornos mentales (p.ej, delirio, demencia, esquizofrenia, enfermedad de Parkinson). Para que un individuo sea diagnosticado con HPPD, estas otras causas potenciales deben ser excluidas.[cita requerida]